# ANP32B
ANP32B (англ. Acidic nuclear phosphoprotein 32 family member B) – білок, який кодується однойменним геном, розташованим у людей на короткому плечі 9-ї хромосоми. Довжина поліпептидного ланцюга білка становить 251 амінокислот, а молекулярна маса — 28 788.
| 10         |  | 20         |  | 30         |  | 40         |  | 50         |
| ---------- |  | ---------- |  | ---------- |  | ---------- |  | ---------- |
| MDMKRRIHLE |  | LRNRTPAAVR |  | ELVLDNCKSN |  | DGKIEGLTAE |  | FVNLEFLSLI |
| NVGLISVSNL |  | PKLPKLKKLE |  | LSENRIFGGL |  | DMLAEKLPNL |  | THLNLSGNKL |
| KDISTLEPLK |  | KLECLKSLDL |  | FNCEVTNLND |  | YRESVFKLLP |  | QLTYLDGYDR |
| EDQEAPDSDA |  | EVDGVDEEEE |  | DEEGEDEEDE |  | DDEDGEEEEF |  | DEEDDEDEDV |
| EGDEDDDEVS |  | EEEEEFGLDE |  | EDEDEDEDEE |  | EEEGGKGEKR |  | KRETDDEGED |
| D          |  |            |  |            |  |            |  |            |

A: Аланін

C: Цистеїн

D: Аспарагінова кислота

E: Глутамінова кислота

F: Фенілаланін

G: Гліцин

H: Гістидин

I: Ізолейцин

K: Лізин

L: Лейцин

M: Метіонін

N: Аспарагін

P: Пролін

Q: Глутамін

R: Аргінін

S: Серин

T: Треонін

V: Валін

Кодований геном білок за функцією належить до шаперонів. 
Локалізований у цитоплазмі, ядрі.